# Labochirus cervinus
Espèce
Labochirus cervinus est une espèce d'uropyges de la famille des Thelyphonidae.

## Distribution
Cette espèce est endémique du Karnataka en Inde. Elle se rencontre vers Mangalore.

## Description
Le mâle holotype mesure 30 mm.

## Publication originale
- Pocock, 1899 : Diagnosis of some new Indian Arachnida. Journal of the Bombay Natural History Society, vol. 12, p. 744–753 (texte intégral).